# Bon Nadal, petit Batman
Bon Nadal, petit Batman (Merry Little Batman en anglès) és una pel·lícula de superherois d'animació de 2023 dirigida per Mike Roth, escrita per Morgan Evans, Jase Ricci i Etan Cohen, i basada en DC Comics amb els personatges Batman i Damian Wayne. La pel·lícula protagonitza les veus de Yonas Kibreab, Luke Wilson, James Cromwell i David Hornsby. A la pel·lícula, Damian ha de protegir Wayne Manor dels dolents durant Nadal.
La pel·lícula es va estrenar el 8 de desembre de 2023 a Amazon Prime Video. Ha estat doblada i subtitulada al català.

## Sinopsi
Després que Damian Wayne es quedi sol a mansió Wayne la vigília de Nadal, es transforma en el petit Batman per protegir la seva casa i la resta de Gotham City dels supermalvats durant la temporada de Nadal.

## Repartiment
- Yonas Kibreab com a Damian Wayne/Petit Batman[3]
- Luke Wilson com a Bruce Wayne/Batman[4][3]
- James Cromwell com a Alfred Pennyworth[4][3]
- David Hornsby com el Joker[3]
- Dolph Adomian com a Mr. Freeze[5]
- Brian George com El Pingüí[5]
- Theresa McLaughlin com a Heura Metzionsa[5]
- Chris Sullivan com a Bane[5]